# Dağyenice, Nilüfer
Dağyenice là một xã thuộc quận Nilüfer, tỉnh Bursa, Thổ Nhĩ Kỳ. Dân số thời điểm năm 2011 là 250 người.